# Personaggi di Justice League (serie animata)
Ecco una lista di tutti i personaggi comparsi nella serie Justice League:

## Personaggi principali
- Clark Kent / Superman - Voce originale: George Newbern, voce italiana: Patrizio Prata.
- Bruce Wayne / Batman - Voce originale: Kevin Conroy, voce italiana: Marco Balzarotti.
- Principessa Diana / Wonder Woman - Voce originale: Susan Eisenberg, voce italiana: Cinzia Massironi.
- John Stewart / Lanterna Verde - Voce originale: Phil LaMarr, voce italiana: Pietro Ubaldi.
- J'onn J'onzz / Martian Manhunter - Voce originale: Carl Lumbly, voce italiana: Maurizio Trombini
- Wally West / Flash - Voce originale: Michael Rosenbaum (il giovane Lex Luthor di Smallville), voce italiana: Simone D'Andrea.
- Shayera Hol / Alata[1] - Voce originale: Maria Canals, voce italiana: Elda Olivieri.

## Personaggi secondari
- Amazo - Androide creato dal professor Ivo, parte per lo spazio remoto in cerca della conoscenza; tuttavia fa ritorno, perfettamente evoluto, inattaccabile, e indifferente, per interrogare Lex Luthor sulla grandezza e sul destino. Decide poi di impiegare la sua immortalità per osservare l'evoluzione del cosmo.
- Artur Curry / Aquaman - Voce Italiana: Luca Bottale - Signore di Atlantide, nonostante sia avverso agli umani aiuterà spesso il gruppo, rimanendo anche mutilato alla mano sinistra durante una missione per salvare suo figlio.
- Dottor Fate - Potente utilizzatore di arti mistiche.
- Jason Blood / Etrigan il Demone - Cavaliere della tavola rotonda eletto da Merlino in persona per proteggere il mondo nei secoli a venire sotto forma di Demone.
- Inza Cremer - Moglie di Fate, ha poteri simili a quelli di suo marito.
- Metamorpho - Vecchio amico di John Stewart conosciuto sotto le armi; coinvolto in un esperimento scientifico si tramuterà in un essere capace di tramutarsi in qualsiasi materiale.
- Mister Miracle - Maestro di escapologia fuggito da Apokopolis assieme alla moglie Big Barda; odia Darkseid ed è deciso a far cadere il suo impero.
- Atomic Skull - Creatura dalla testa fiammeggiante capace di emettere vampate di fuoco.
- Brainiac - Supercomputer kryptoniano ossessionato dalla distruzione di Superman e dalla raccolta di informazioni.
- Cheetah - Timida e brillante ricercatrice che, a corto di fondi per i suoi esperimenti ha fatto da cavia umana a se stessa per una formula che in teoria doveva rendere gli umani completi padroni di tutto il loro potere cerebrale; l'esperimento andò storto e la ragazza si trovò mutata in un ibrido tra giaguaro e umano, con il risultato di un forte cambiamento anche nella personalità.
- Copperhead - Uomo dotato di una tuta speciale che gli conferisce tutte le abilità di un Cobra.
- Darkseid - Potentissimo e spietato tiranno di Apokopolis, arcinemico della Justice League.
- Deadshot - Folle e spietato sicario a pagamento dalla mira infallibile, nemico di Batman.
- Dottor Polaris - Vero magnete vivente.
- Despero - Creatura aliena dotata di poteri mentali grazie al suo terzo occhio.
- Giudizio Finale[2]  - Il mostro che uccise il suo nemico Superman.
- Felix Faust (voce italiana: Mario Zucca) - Potente stregone al servizio di Lord Hades, in realtà fa il doppio gioco e mira ad usurparne il trono. Doppiato in originale da Robert Englund.
- Firefly - Nemico di Batman, è un piromane ex esperto tecnico degli effetti speciali.
- Giganta - Gorilla mutata da esperimenti genetici in una bellissima donna umana dai capelli rossi capace di ingigantirsi a piacimento.
- Gorilla Grodd - Gorilla super intelligente capace di controllare le menti altrui, arcinemico di Flash.
- Lord Hades - Dio dei morti, nemico di Wonder Woman, e possibile suo padre biologico.
- Joker (voce italiana: Riccardo Peroni) - Il folle clown principe del crimine arcinemico di Batman è presente in molti episodi come guest star. In originale è doppiato da Mark Hamill.
- Kalibak - Figlio ripudiato di Darkseid.
- Key - Capace di aprire qualunque porta con la mente.
- Killer Frost - Sadica assassina dai poteri criocinetici.
- Lex Luthor (voce italiana: Tony Fuochi) - Il potente uomo d'affari arcinemico di Superman, nella serie riveste un ruolo di punta tra le file degli antagonisti, arrivando addirittura vicino alla carica di Presidente degli Stati Uniti.
- Mirror Master - Criminale estremamente avverso a Flash che si serve di trucchi di prestigio legati agli specchi per compiere i suoi misfatti.
- Mongul - Fortissimo guerriero e spietato dittatore. Sconfitto da Draaga, con un aiuto da parte di Superman, giunge sulla Terra cercando di neutralizzare Superman il giorno del suo compleanno. Nel doppiaggio italiano ha avuto due voci.
- Morgana (Morgainele Fey) - Potentissima strega immortale ed eternamente giovane, che trama da secoli per ottenere con la sua magia il potere assoluto.
- Mordred (voce italiana: Davide Garbolino) - Diletto figlio di Morgana; stanco delle opprimenti cure materne e della sua secolare infanzia la tradisce bandendo dalla realtà tutti gli adulti; infine rinuncia all’eterna giovinezza, consegnandosi per errore ad un'eterna vecchiaia.
- Il Parassita - Avversario di Superman capace di sottrarre i poteri dai suoi avversari per un periodo limitato.
- Star Sapphire - Criminale dai poteri simili a quelli di Lanterna Verde, derivategli da un potente cristallo incastonato nella fronte.
- Shade - Elegante criminale capace di manipolare le ombre.
- Sinestro - Potentissima Lanterna Verde rinnegata e passata dalla parte del male. Arcinemico di Hal Jordan e del Corpo delle Lanterne Verdi.
- Sonar - Abile manipolatore musicale.
- Solomon Groundy (voce italiana: Diego Sabre) - Enorme zombie dotato di forza pari a Superman.
- Giocattolaio - Lo storico nemico di Superman, che si serve di mortali giocattoli per i suoi loschi fini.
- Ultra-Humanite (voce italiana: Riccardo Rovatti) - Scienziato geniale che ha trapiantato il suo cervello nel corpo di un gorilla albino geneticamente mutato.
- Vandal Savage - Elegante criminale immortale presente sulla terra fin dagli albori dell'uomo.
- Volcana - Femme Fatale capace di emettere fuoco e fiamme.

## Altri
- Harley Quinn - Fidanzata di Joker e sua spalla.
- Katma Tui - L'addestratrice ed ex fidanzata di John Stewart.
- Kilowog - Membro delle Lanterne Verdi dai connotati simili a quelli di un maiale.
- Lois Lane - Compare come fidanzata, compagna o forse anche moglie di Superman.
- Jimmy Olsen - Il giovane fotografo che riesce sempre a fotografare Superman.